# Liste der Baudenkmäler in Fulerum
Die Liste der Baudenkmäler in Fulerum enthält die denkmalgeschützten Bauwerke auf dem Gebiet von Essen-Fulerum, Stadtbezirk III, in Nordrhein-Westfalen (Stand: Januar 2016). Diese Baudenkmäler sind in der Denkmalliste der Stadt Essen eingetragen; Grundlage für die Aufnahme ist das Denkmalschutzgesetz Nordrhein-Westfalen (DSchG NRW).

| Bild                         | Bezeichnung                  | Lage                                                               | Beschreibung | Bauzeit   | Eingetragen seit   | Denkmal- nummer |
| ---------------------------- | ---------------------------- | ------------------------------------------------------------------ | --- | --------- | ------------------ | --------------- |
| ehem. Borgsmühle(3 Gebäude)  | ehem. Borgsmühle (3 Gebäude) | Fulerumer Straße 7a–c Karte                                        | aus Bruchsteinen errichtet; im Ursprung im 12. Jahrhundert war die Borgsmühle – damals Vryenmole – ein Dienstmannensitz des Damenstiftes Essen | 1848      | 14. November 1991  | 720             |
| weitere Bilder               | Halbachhammer                | Altenau 12 Karte                                                   | Überbleibsel der mittelalterlichen Fickynhütte aus Weidenau an der Sieg, 1935/36 durch Gustav Krupp von Bohlen und Halbach am heutigen Standort aufgebaut und der Stadt Essen gestiftet, heute Außenstelle des Ruhr Museums | 1798      | 6. Dezember 1993   | 792             |
| weitere Bilder               | Südwestfriedhof              | Fulerumer Straße 15 Karte                                          | zweitgrößte Begräbnisstätte der Stadt, beherbergt unter anderem Ehrengräber regionaler Persönlichkeiten sowie 2.827 Kriegsgräber; große Trauerhalle mit Nebengebäuden aus dunkelgebrannten Klinkern nach Plänen von Ernst Bode umschließen seit 1926 einen Ehrenhof und bilden den zur Fulerumer Straße hin geöffneten Haupteingangsbereich | 1925–1929 | 14. November 1991  | 721             |
| Grabmal von Georg Metzendorf | Grabmal von Georg Metzendorf | Fulerumer Straße 15/Südwestfriedhof, Grabfeld Wald, Grabstätte 399 | Grabmal des Architekten Georg Metzendorf von Bildhauer Joseph Enseling | 1935      | 15. September 2005 | 942             |